# Венко Мендизов
Венко Петров Мендизов е бивш български футболист, нападател. Той е реализатор № 1 на Марица (Пловдив) за всички времена. Голмайстор на Южната Б група през 1972 г. с 20 гола. В А група за „Марица“ е изиграл 57 мача и е вкарал 18 гола (7 през 1967/68 и 11 през 1969/70). Има 4 мача за националния отбор. Бивш старши треньор на „Марица“. Работил дълги години, като треньор в ДЮШ на отбора.